# Scytodes tardigrada
Espèce
Scytodes tardigrada est une espèce d'araignées aranéomorphes de la famille des Scytodidae.

## Distribution
Cette espèce se rencontre en Birmanie, en Nouvelle-Guinée et en Australie au Queensland.

## Description
Le mâle mesure 4,5 mm et la femelle 5,75 mm.

## Publication originale
- Thorell, 1881 : Studi sui Ragni Malesi e Papuani. III. Ragni dell'Austro Malesia e del Capo York, conservati nel Museo civico di storia naturale di Genova. Annali del Museo Civico di Storia Naturale di Genova, vol. 17, p. 1-727 (texte intégral).